# Adamieten

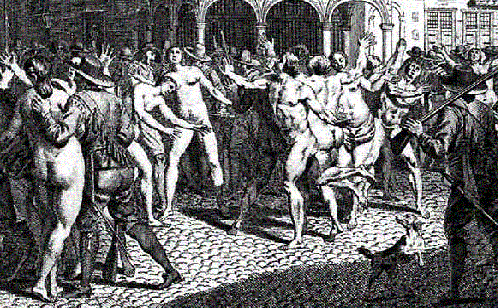
De Adamieten, of Naaktloopers, te Amsterdam, gevangengenomen, 1535. 18e-eeuwse prent

De adamieten waren een christelijke sekte in de oudheid. Van de 2e tot de 4e eeuw dansten ze naakt als Adam ritueel rond het vuur. Laatmiddeleeuwse groepen met gelijkaardige denkbeelden worden ter onderscheiding soms neo-adamieten genoemd. In de 13e eeuw waren er in de Nederlanden en daarbuiten de Broeders en Zusters van de Vrije Geest, en in de 15e eeuw de Taborieten van Bohemen.

## Geschiedenis
In de tweede eeuw stichtte ene Prodicus de eerste sekte van de adamieten, die in adamskostuum bijeenkwamen. Deze sekte vereerde Adam, de enige van zonden vrije persoon. Via Adam zou de mensheid terug kunnen keren naar een toestand van schuldeloosheid, waarmee het paradijs op aarde terug zou komen. De leden van de adamieten zouden dan ook, in navolging van Adam, graag naaktlopen. Ook verwierp men het huwelijk en streefde strenge seksuele onthouding na. De sekte zou vooral in Noord-Afrika actief geweest zijn. Ketterbestrijders beschuldigden hen van wetteloosheid.
In de veertiende eeuw ontstonden groepen zoals de Broeders van de Vrije Geest in de Nederlanden. Rond 1400 vigeerde deze beweging vooral in de omgeving van Brussel. Ook deze groep adoreerde Adam als de enige zondenvrije persoon en dacht via hem het paradijs opnieuw te kunnen vestigen. Ze zouden naaktloperij en vrije liefde bedreven hebben. Ook wordt hen wetteloosheid toegedicht. Ook elders in Europa zouden zulke groepen bestaan hebben; men zegt dat een afsplitsing van de taborieten vergelijkbare opvattingen hadden. 
De adamieten als sekte worden soms verward met de doperse naaktlopers van Amsterdam uit 1535, bekend als het Wederdopersoproer. Op 11 februari 1535 verbrandden namelijk enkele wederdopers onder leiding van Henk Snijder hun kleren en trokken naakt en schreeuwend door de Amsterdamse straten. Ze werden opgepakt, opgesloten en gevierendeeld. Dit was echter een spontane actie van een kleine groep die de "naakte waarheid" meenden te verkondigen. Wel werden deze dopers door tijdgenoten vaak adamieten genoemd.
Volgens de Duitse kunsthistoricus Wilhelm Fraenger was Jheronimus Bosch een adamiet, een hypothese die echter sinds lange tijd geen serieuze navolging meer vindt.